# Capilla Real de la catedral de Sevilla
La Capilla Real de la Catedral de Sevilla (España) está situada en la cabecera de la catedral de Sevilla, y en ella están sepultados, entre otros miembros de la realeza, los monarcas Fernando III de Castilla, Alfonso X de Castilla y Pedro I de Castilla.
También se encuentra en ella la imagen de la Virgen de los Reyes, patrona de la ciudad de Sevilla, y el culto de esta capilla fue atendido desde la Conquista por un cabildo de capellanes reales, aunque actualmente dicho cabildo está integrado en el cabildo catedralicio hispalense.

## Miembros de la realeza sepultados en la Capilla Real

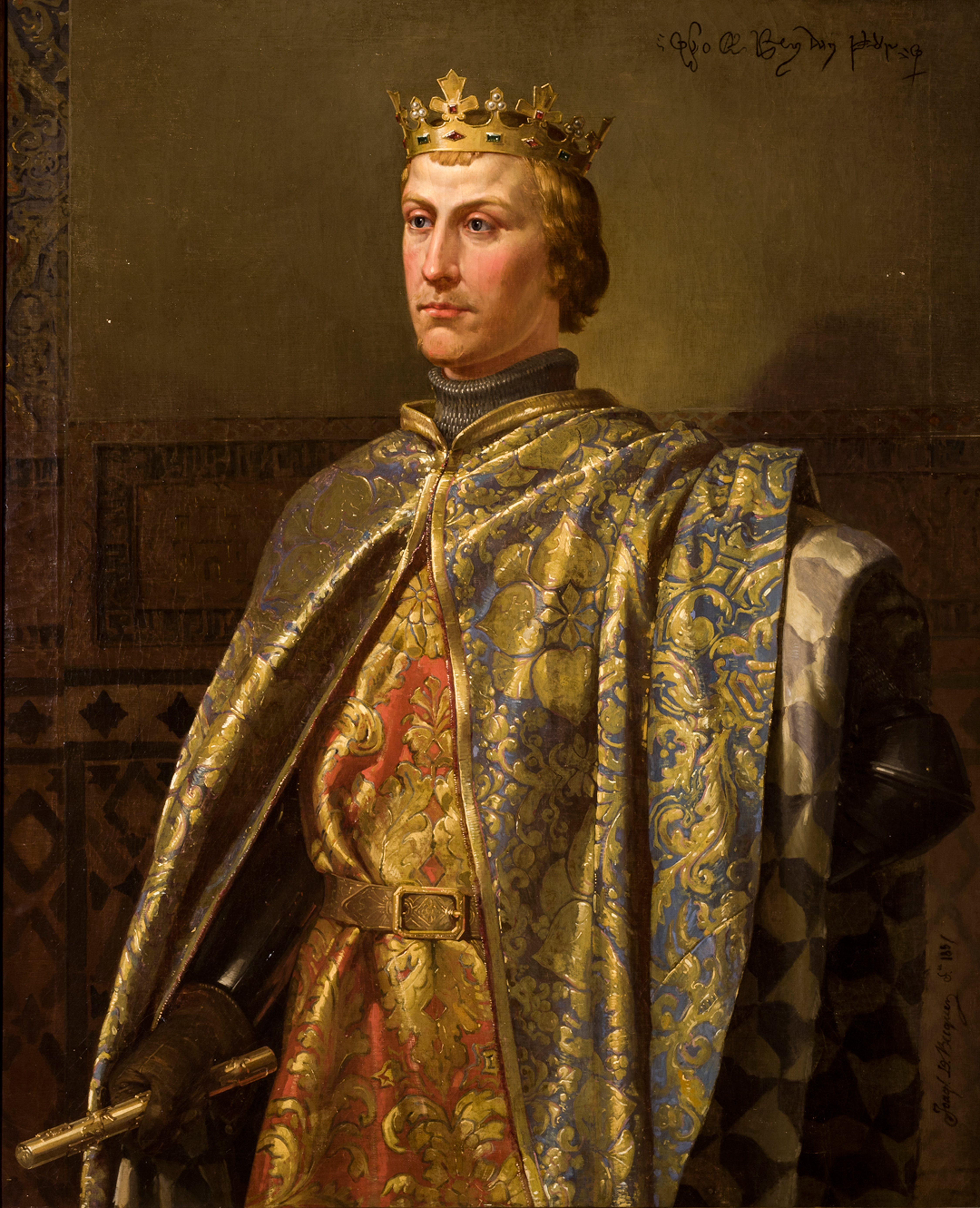
Retrato imaginario del rey Pedro I de Castilla. Joaquín Domínguez Bécquer. (Ayuntamiento de Sevilla).

A lo largo de la historia, diversos miembros de la realeza castellano-leonesa desearon inhumarse en el interior de la catedral de Sevilla. Y de ese modo, en diferentes lugares de la Capilla Real de la catedral de Sevilla se encuentran los sepulcros o restos de:
- Fernando III el Santo (1201-1252), rey de Castilla y León e hijo de Alfonso IX de León y de Berenguela de Castilla.[2]
- Beatriz de Suabia (1198-1235), esposa del anterior y reina consorte de Castilla y de León.[2]
- Alfonso X de Castilla (1221-1284), rey de Castilla y León e hijo de los anteriores.[3]
- Pedro I de Castilla (1334-1369), rey de Castilla y de León e hijo de Alfonso XI de Castilla y de María de Portugal.[4][5]
- María de Padilla (c. 1334-1361), esposa del anterior y reina consorte de Castilla y León.[6][7]
- Alfonso de Castilla (1359-1362), hijo de Pedro I de Castilla y de María de Padilla.
- Juan de Castilla (1355-1405), hijo de Pedro I de Castilla y de Juana de Castro.[5]
- Fadrique Alfonso de Castilla (1333-1358). Hijo ilegítimo de Alfonso XI de Castilla y de su amante Leonor de Guzmán. Fue maestre de la Orden de Santiago y adelantado mayor de la frontera de Andalucía.[8]

Las últimas incorporaciones a la Capilla Real tuvieron lugar en 1877, concretamente las del rey Pedro I de Castilla y de su hijo Juan de Castilla, procedentes del convento de Santo Domingo el Real de Madrid, tras la demolición de dicho convento en 1869. Queda pues pendiente el traslado de dos de los miembros de la familia real castellanoleonesa sepultados en el monasterio de San Clemente en Sevilla, tanto los restos como sus tumbas de la reina María de Portugal y de su hijo Fernando de Castilla, a la capilla Real de la catedral de Sevilla, dónde se encuentran ya sepultados su hijo Pedro I el Cruel y sus nietos Juan de Castilla y Alfonso de Castilla, quedando así la familia real de los reyes Alfonso XI y Pedro I casi reunidas por completo en la Capilla Real de la catedral de Sevilla. El monasterio de San Clemente recibiría en su lugar la Estatua orante de Pedro I de Castilla, que se encuentra en el Museo Arqueológico Nacional como símbolo de su vinculación monárquica.

## Las dos  capillas reales de la catedral de Sevilla

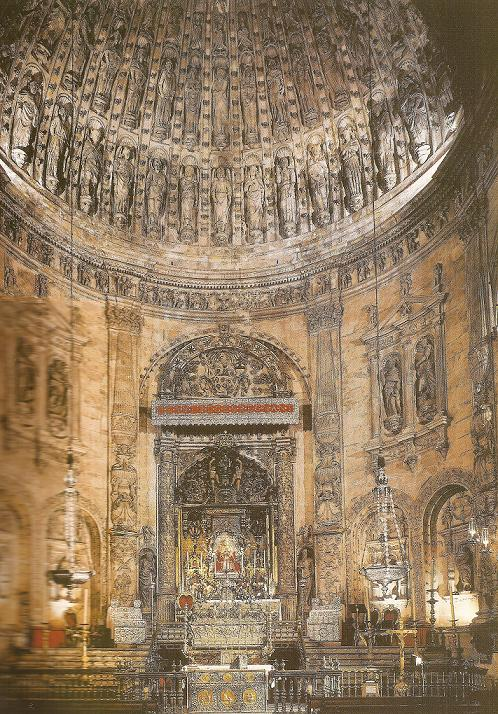
Vista general de la Capilla Real de la catedral de Sevilla.

Antes de que fuera construida la actual Capilla Real, existieron otras dos capillas reales en la catedral de Sevilla. En una de ellas estaban sepultados Fernando III, la reina Beatriz de Suabia, Alfonso X y Fadrique Alfonso de Castilla, y en la otra Capilla Real descansaban los restos de la reina María de Padilla y de su hijo, el infante Alfonso de Castilla.
Sin embargo, las dos capillas fueron demolidas en el siglo XV a fin de construir la nueva Capilla Real de la catedral.

## La nueva Capilla Real

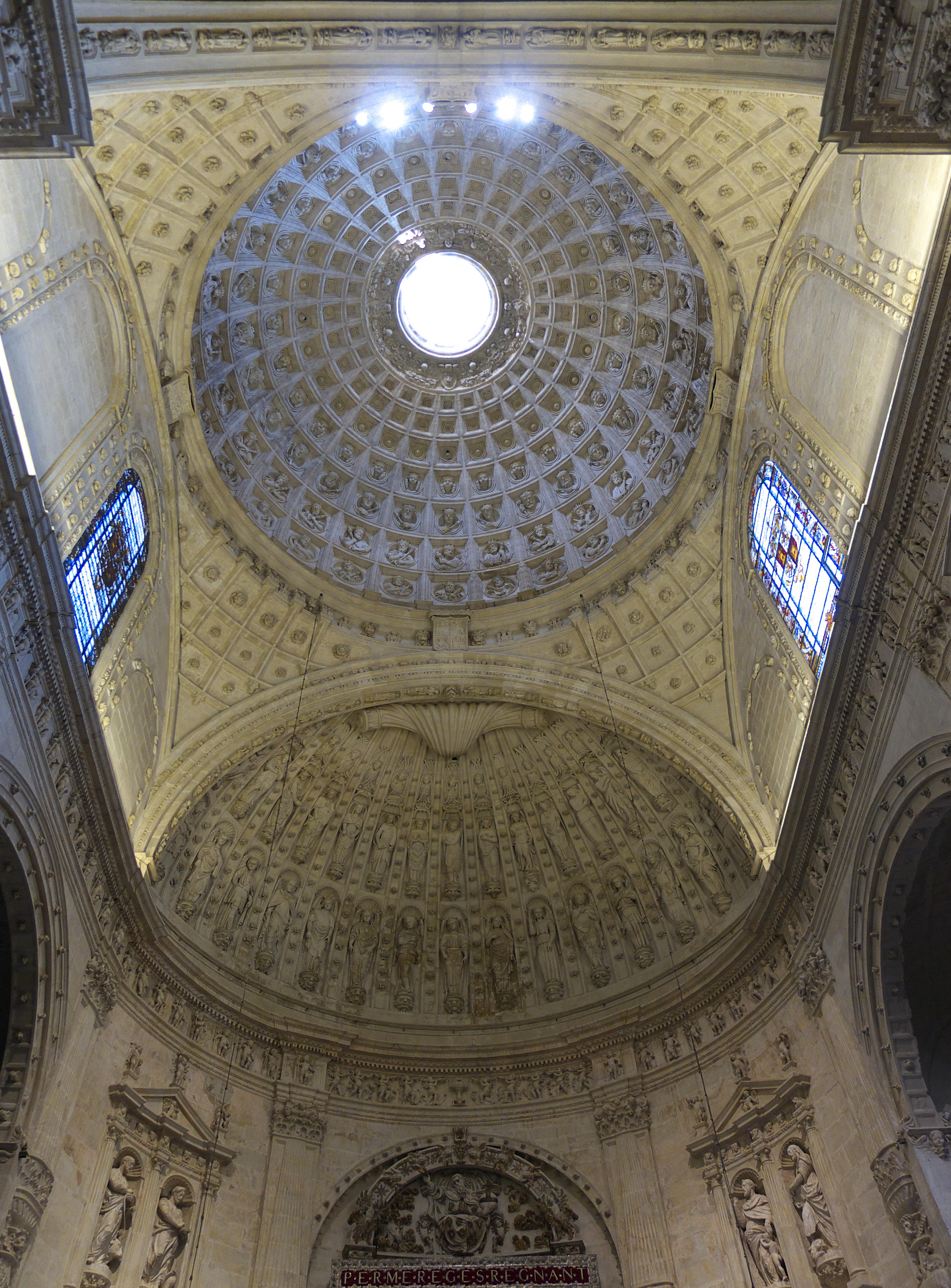
Bóveda casetonada de la Capilla Real de la catedral de Sevilla.

La construcción de la Capilla Real se prolongó durante casi un siglo, y en 1489 el cabildo catedralicio mantuvo conversaciones con el maestro de obras Alonso Rodríguez sobre el tipo de material que se debería emplear para construir la Capilla Real, cuyas obras aún no habían comenzado.
En 1515 el cabildo catedralicio solicitó las trazas de la obra de la Capilla Real a los arquitectos Enrique Egas y Juan de Álava, aunque pocos años después los arquitectos Juan Gil de Hontañón y Martín de Gainza elaboraron otros proyectos, supervisando Alonso de Covarrubias uno de ellos, aunque hasta 1551 no comenzaron las obras en la Capilla Real.
La construcción comenzó tras encargar la edificación, mediante subasta pública, a Martín de Gainza, quien elaboró unas nuevas trazas y condiciones para la construcción, y este arquitecto dirigió las obras en la Capilla Real hasta el momento de su defunción, ocurrida en 1556. Pero en el momento de su muerte, solamente se habían edificado los muros perimetrales y la venera del presbiterio, y además para entonces se habían detectado algunos problemas en la cimentación de la obra.
Hernán Ruiz el Joven fue nombrado arquitecto de la catedral de Sevilla en 1557, aunque las obras en la Capilla Real permanecieron interrumpidas durante varios años hasta que se reanudaron en 1562. Y bajo la dirección de Hernán Ruiz el Joven se construyó la bóveda casetonada del espacio central de la capilla y las portadas de ingreso a las sacristías. Sin embargo, Hernán Ruiz el Joven no pudo concluir la obra, y los trabajos fueron finalizados bajo la supervisión de Pedro Díaz de Palacios, Juan de Maeda y su hijo Asensio de Maeda.
Aunque la mayor parte de las obras de la Capilla Real ya habían finalizado en 1575, los restos mortales de los monarcas sepultados en la catedral de Sevilla no fueron trasladados a la nueva Capilla Real hasta 1579, durante el reinado de Felipe II. En el siglo XVIII volvieron a emprenderse reformas en la Capilla Real, y en 1754 Sebastián Van der Borcht rehízo la linterna que remata la cúpula central de la capilla.

## Descripción

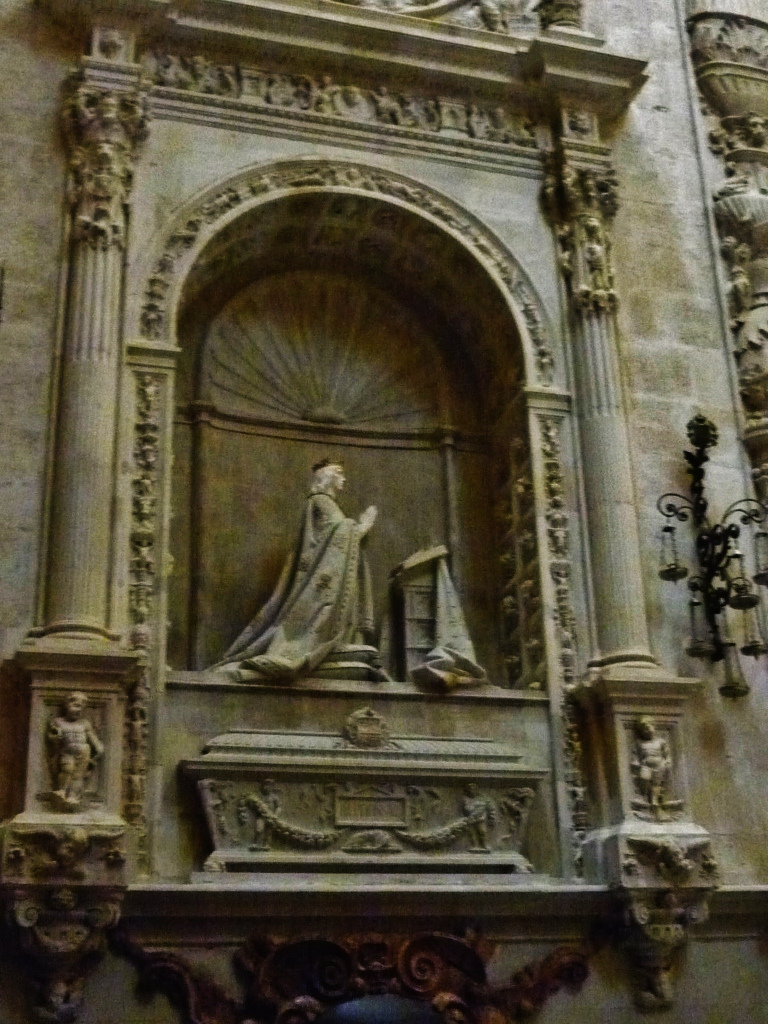
Sepulcro de Alfonso X de Castilla. (Capilla Real de la catedral de Sevilla).

La Capilla Real ocupa la cabecera de la catedral, sobresaliendo del perímetro del edificio gótico. Su planta es cuadrada, aunque cuenta con un testero semicircular al que están unidas lateralmente dos capillas y sendas sacristías, siendo curvo el muro exterior que las circunda.
El ingreso a la Capilla Real se realiza a través de un arco de medio punto sobre el que se alojan una serie de hornacinas que contienen imágenes de los Reyes de Judá, realizadas por Pedro de Campos y Lorenzo de Bao. La reja que cierra el paso a la Capilla Real fue diseñada en 1766 por Sebastián Van der Borcht, y fue costeada por el rey Carlos III de España, como indica la inscripción situada en la parte superior de la reja, en donde también aparece inscrito el año en que la reja fue colocada en la Capilla Real, «1773». En la parte superior de la reja está colocada una representación, realizada por Jerónimo Roldán, de la entrega de las llaves de la ciudad de Sevilla a Fernando III el Santo, acontecimiento ocurrido en 1248.
El espacio central de la Capilla Real está cubierto por una bóveda semiesférica que descansa sobre pechinas y que está dividida en casetones y decorada con bustos de reyes y discos. Sobre las claves de los arcos que conectan la Capilla Real con las capillas laterales están colocados dos grandes medallones que la tradición identifica con los caballeros Diego y Garci Pérez de Vargas, que destacaron en la reconquista de la ciudad de Sevilla por Fernando III. Las vidrieras laterales de la Capilla Real, que están decoradas con escudos reales, fueron realizadas por Vicente Menardo a partir de 1574 y fueron restauradas en varias ocasiones.
En el muro del presbiterio de la Capilla Real están colocadas ocho hornacinas en dos niveles separados que contienen las imágenes de los cuatro Evangelistas, y de San Isidoro, San Leandro, las Santas Justa y Rufina, habiendo sido labradas las dos últimas imágenes por Diego de Pesquera. Y junto al altar mayor de la capilla están colocadas las imágenes de los apóstoles San Pedro y San Pablo rematadas por la Visión de Isaías, habiendo sido labrada esta última por Pedro de Campos y Lorenzo de Bao.

El retablo que preside la Capilla Real fue realizado por el ensamblador Luis Ortiz de Vargas entre 1643 y 1649, y en su hornacina central se encuentra la imagen de la Virgen de los Reyes, mientras que en los laterales del retablo están colocadas las imágenes de San Joaquín y Santa Ana, que fueron ejecutadas en el mismo periodo en que se realizó el retablo. La Virgen de los Reyes lleva al Niño Jesús sobre su regazo, y ambas imágenes, que datan del siglo XIII, muestran influencias del gótico francés.

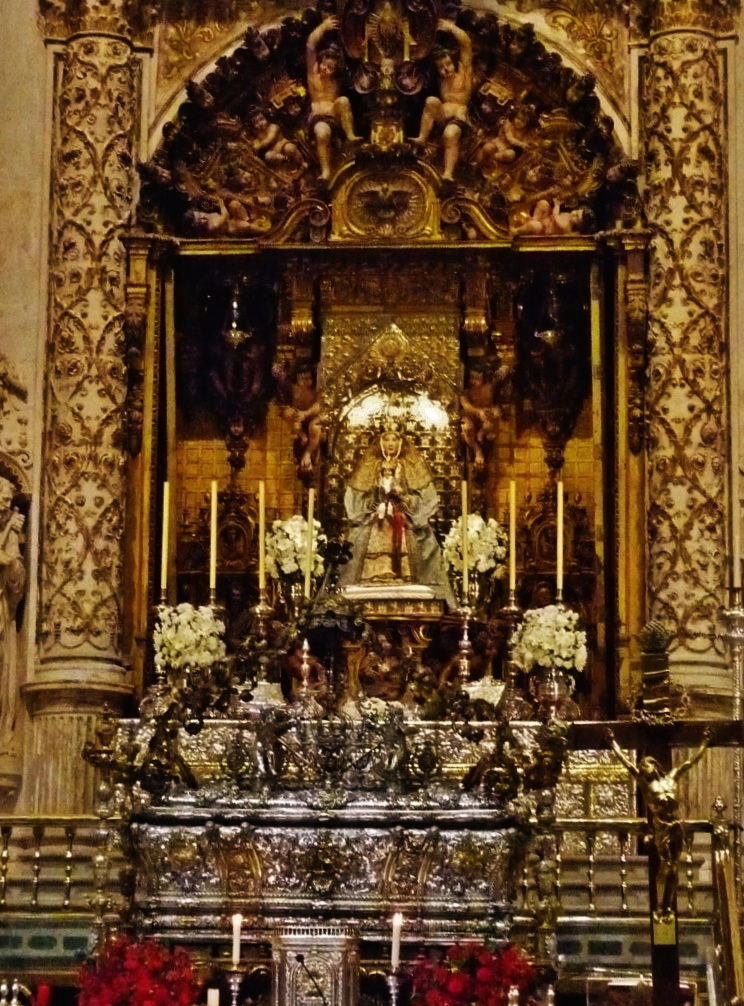
La urna de San Fernando (en primer plano), y el altar de la Virgen de los Reyes.

El frontal del altar de la Virgen de los Reyes fue realizado en plata y es de estilo barroco, y su parte central fue labrada por el platero Juan Laureano de Pina en 1719, aunque fue reformado posteriormente por el platero José de Villaviciosa en 1739. Los laterales del frontal, que presentan los punzones del platero Domínguez, fueron realizados alrededor de 1739, y los candelabros que están sobre las mesas laterales, y que tienen forma de águilas bicéfalas, son obra de platería peruana del siglo XVIII.
En la capilla izquierda está colocado un retablo realizado por Juan de Torres en 1648 en el que se encuentra colocada una imagen del Ecce Homo realizada por Francisco Terrili y frente al retablo se encuentra colocada una vitrina en la que se muestran diversas piezas de platería, destacando entre ellas varios cálices y bandejas de diferentes periodos.
En la capilla derecha está colocado un retablo realizado en 1638 por Luis de Figueroa, y en él está colocada una imagen de San Antonio. La sillería y el facistol fueron realizados a finales del siglo XVIII y donados a la Capilla Real por el rey Carlos IV de España, y el rey Fernando VII, por su parte, donó a la Capilla Real en 1823 los candeleros y la cruz de bronce dorado que están colocados en el altar mayor de la capilla y que fueron realizados por los broncistas Leprince.
A la sacristía de la Capilla Real, en la que se custodian diversos objetos vinculados con el rey San Fernando, como su espada, se accede desde la capilla izquierda y a través de una pequeña puerta, y entre las pinturas que la decoran destaca un lienzo que representa a San Fernando, que es una copia del que Bartolomé Esteban Murillo realizó para la catedral de Sevilla, y una Dolorosa, copia también de un original de Bartolomé Esteban Murillo. Y en la sacristía también están colocadas dos pinturas de finales del siglo XVII que representan, respectivamente, a la Virgen de los Reyes y a San José. Y el órgano colocado en la tribuna de la Capilla Real fue realizado en 1807 por Antonio Otin Calvete y es de estilo neoclásico.

### La urna de San Fernando

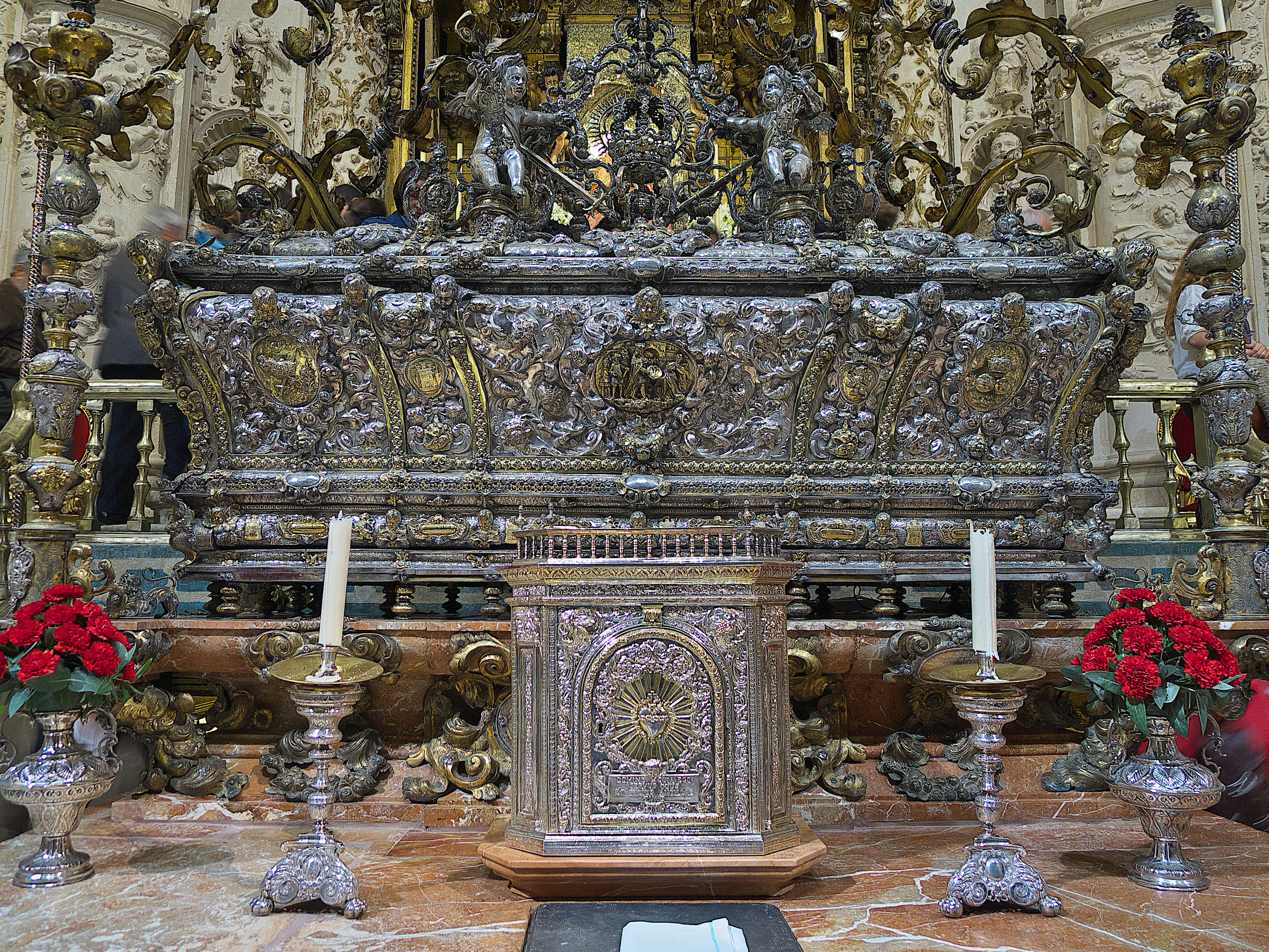
Urna de plata con los restos de San Fernando.

Ante el altar de la Virgen de los Reyes está colocada la urna que contiene el cuerpo incorrupto del rey San Fernando, y que fue realizada entre 1690 y 1719 por el ya mencionado orfebre Juan Laureano de Pina aunque con la participación de otros orfebres, siendo considerada la obra cumbre de la orfebrería barroca sevillana. Y la urna, que fue labrada con plata en su color y sobredorada, bronce y cristal, fue construida con motivo de la canonización del monarca, que fue elevado a los altares en 1671, aunque en realidad está compuesta por dos cajas diferentes, siendo la interior, que tiene sus laterales de cristal, la que contiene los restos del monarca, y la exterior, que es la realizada en plata en su color y sobredorada y bronce, la destinada a albergar la anteriormente mencionada, aunque la exterior dispone de un frontal abatible que permite contemplar los restos del monarca.
La urna, que descansa sobre una peana de jaspe, permanece habitualmente cerrada, aunque puede ser abierta para mostrar el cuerpo incorrupto del mencionado monarca, y toda ella está adornada profusamente con motivos florales y vegetales y con un programa iconográfico que muestra las virtudes del rey San Fernando y la apoteosis de la Monarquía católica hispana.
El frontal colocado por delante de la urna de San Fernando fue realizado en plata en el siglo XVIII y luce los punzones de los orfebres Reciente y Villaviciosa.

### Sepulcros de Alfonso X y Beatriz de Suabia

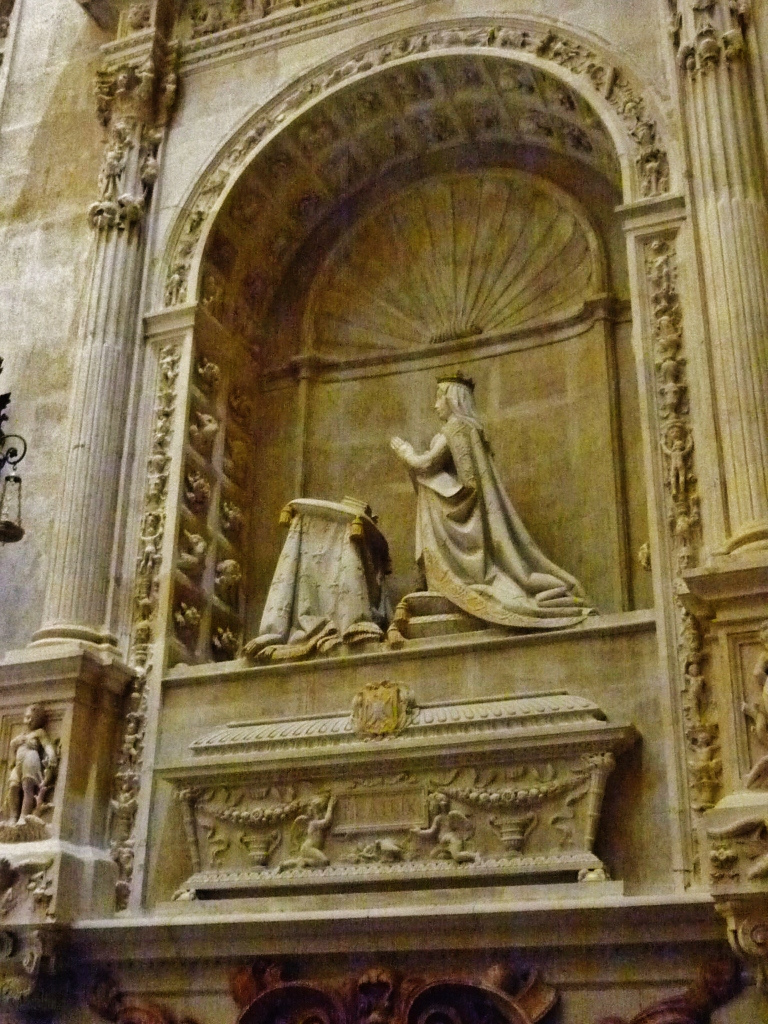
Sepulcro de la reina Beatriz de Suabia.

En el lado del Evangelio de la Capilla Real de la catedral de Sevilla está colocado el sepulcro de Alfonso X de Castilla, que fue construido en 1948 con motivo del séptimo centenario de la conquista de la ciudad de Sevilla, que capituló en 1248, por Fernando III el Santo.
La estatua orante que representa a Alfonso X es obra de los escultores Antonio Cano y Carmen Jiménez. El mausoleo del rey es idéntico al de la reina Beatriz de Suabia, su madre, que está situado enfrente de él, y está formado por dos cuerpos superpuestos flanqueados por columnas en los extremos. El primer cuerpo contiene la urna donde reposan los restos mortales de Alfonso X, en cuyo frontal se encuentra una cartela donde puede leerse la inscripción: «Alfonso X el Sabio». Y sobre la urna está colocada la estatua orante que representa al monarca, que aparece cubierto por un manto real, coronado con corona de bronce, y arrodillado ante un reclinatorio. Y el segundo cuerpo del mausoleo, que está rematado por un frontón, lo ocupa un medallón circular en el que está colocado el escudo del reino de Castilla y León.
En el lado de la Epístola de la Capilla Real está colocado el sepulcro que contiene los restos mortales de la reina Beatriz de Suabia, esposa de Fernando III y madre de Alfonso X. Y el sepulcro de la reina, que al igual que el de su hijo Alfonso X fue construido en 1948, está formado por dos cuerpos superpuestos que se encuentran flanqueados por columnas en los extremos. El primer cuerpo contiene la urna donde reposan los restos mortales de la reina, en cuyo frontal se encuentra una cartela donde puede leerse la inscripción «Beatriz de Suabia». Y el segundo cuerpo del mausoleo, que está coronado por un frontón, está ocupado por un medallón circular en el que aparece colocado el escudo del reino de Castilla y León, al igual que en el de su hijo Alfonso X. La estatua orante de la reina Beatriz de Suabia, que fue realizada en piedra y alabastro por el escultor Juan Luis Vasallo, representa a la reina con aspecto juvenil y luciendo toca y corona, y en su manto aparecen esculpidos castillos y leones, siendo el resto del mausoleo de la reina idéntico al de su hijo Alfonso X.

## Cripta de la Capilla Real

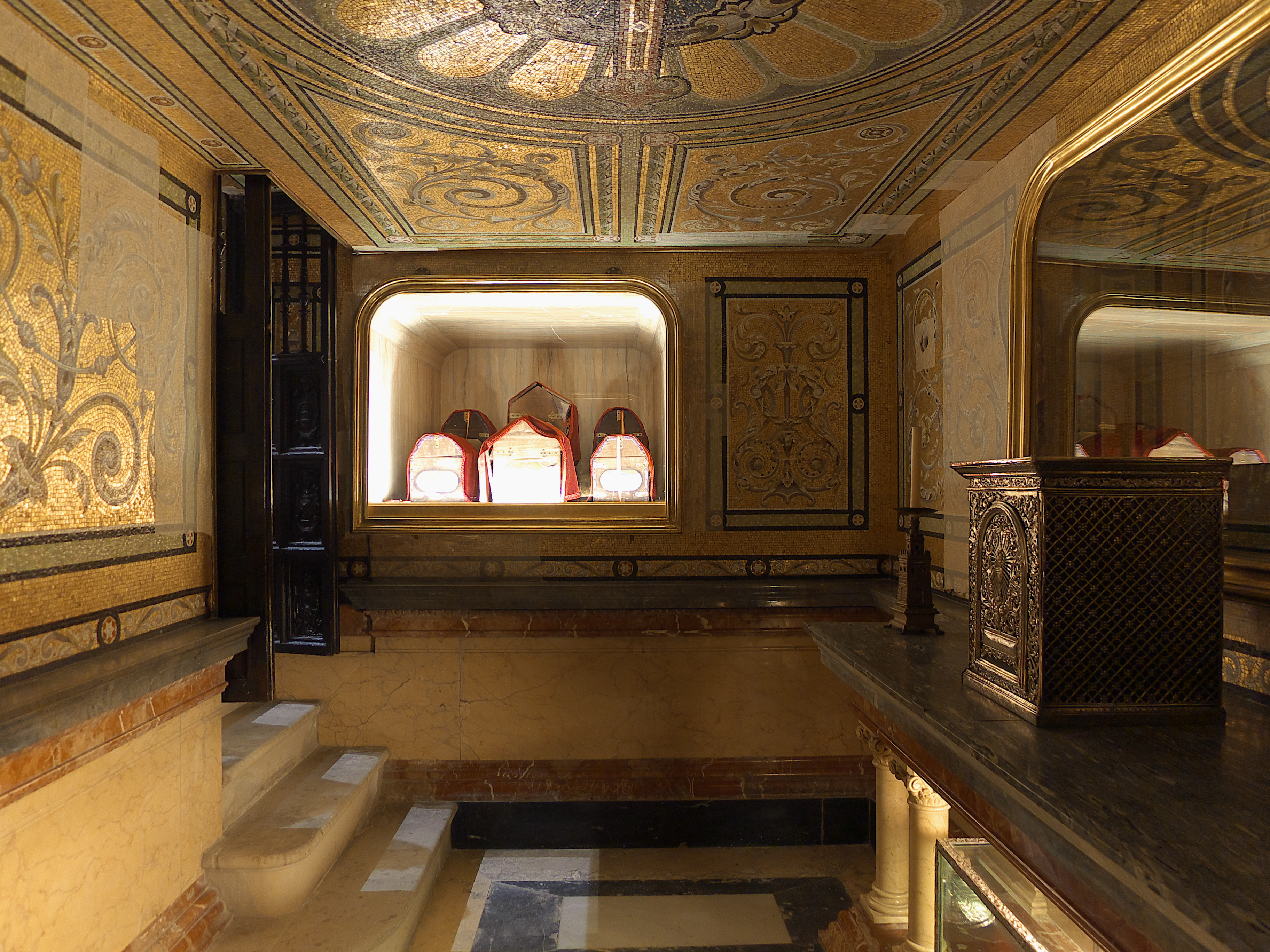
Vista general de la cripta de la Capilla Real.

A los lados de la urna que contiene los restos mortales de San Fernando se abren sendas escaleras que comunican la Capilla Real con la cripta situada bajo ella, y en un pequeño altar colocado en ella se halla la imagen de la Virgen de las Batallas, tallada en marfil y que según la tradición fue llevada por el rey Fernando III el Santo durante sus campañas militares, siendo realizada dicha imagen en el siglo XIII y manifestando una clara influencia francesa. En la cripta de la Capilla Real están sepultados los siguientes miembros de la realeza:
- Pedro I de Castilla (1334-1369). Rey de Castilla y León e hijo de Alfonso XI de Castilla y de María de Portugal.[20][18]
- María de Padilla (c. 1334-1361),  esposa del anterior y reina consorte de Castilla y León.[7][18]
- Alfonso de Castilla (1359-1362). Hijo de los anteriores.
- Juan de Castilla (1355-1405). Hijo de Pedro I de Castilla y de Juana de Castro.[20]
- Fadrique Alfonso de Castilla (1333-1358). Maestre de la Orden de Santiago e hijo de Alfonso XI de Castilla y de su amante Leonor de Guzmán.[8]